# Ashinaga-tenaga
Ashinaga-tenaga (手長, littéralement « longues jambes - long bras ») sont une paire de yōkai du folklore japonais. L'un, Ashinaga-jin (足長人), possède des jambes extrêmement longues tandis que l'autre, Tenaga-jin (手長人), a des bras extrêmement longs. Ils sont décrits pour la première fois dans l'encyclopédie japonaise Wakan Sansai Zue.

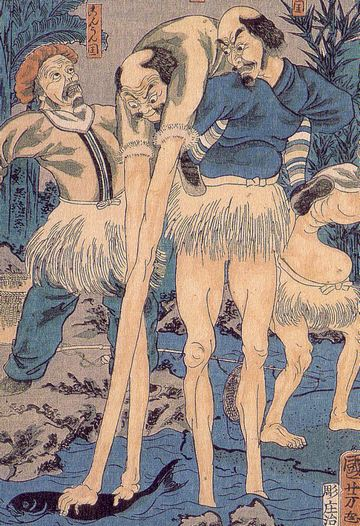
Ashinaga et Tenaga pêchent un poisson.

Ils symbolisent, lorsqu'ils figurent associés sur un même netsuke, l'aide mutuelle que l'on se doit l'un à l'autre.

## Description
La paire est communément décrite comme des gens de deux pays, le « pays de ceux qui ont de longues jambes » et ceux du « pays de ceux qui ont de longs bras ». Comme les noms l'indiquent, les habitants de ces deux pays possèdent des bras et des jambes inhabituellement longs. Les deux travaillent en équipe pour attraper des poissons en bord de mer. Pour ce faire, l'homme aux longs bras, le tenaga, grimpe sur le dos de l'homme aux longues jambes, l'ashinaga. Ce dernier patauge ensuite dans les eaux proches de la rive, reste au-dessus de l'eau avec ses longues jambes, tandis que le tenaga utilise ses longs bras pour attraper les poissons du dos de son partenaire.

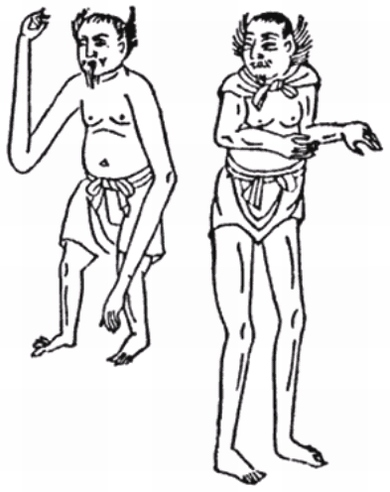
Ashinaga et tenaga tels que représentés dans le Wakan Sansai Zue

Selon le Wakan Sansai Zue, le tenaga est aussi connu sous le nom chōhi 長臂 et ses bras peuvent atteindre trois jō de long ou un peu plus de 9 m. Les jambes du ashinaga s'étendent sur deux jō, c'est-à-dire juste un peu plus de 6 m.
Un essai extrait de Kasshiyawa de Matsura Seizan décrit également l'ashinaga. L'essai documente le compte rendu anecdotique d'un homme qui fait une mauvaise rencontre avec un être étrange. L'homme pêchait au bord de mer une nuit de pleine lune claire, quand il voit un personnage avec des bras longs de neuf shaku (environ 2.7 mètres) errant sur la plage. Peu de temps après, le temps se détériore et il commence à pleuvoir. Le serviteur de l'homme l'informe alors qu'ils venaient de voir un ashinaga et que qu'observer un yōkai apporte toujours de mauvais changements au temps.

## Représentation et territoire associé
Pour certains ils se trouveraient dans le Kyūshū. Dans certains contes, ces personnages fabuleux seraient originaires d'un royaume mythique situé aux Indes et auraient été importés au Japon via la Chine et la Corée. Pour d'autres écrivains ils auraient vécu en Malaisie, en Manchourie ou dans les provinces du Nord de la Chine.
Les sculpteurs de netsuke (netsuke shi) les représentent parfois sous l'aspect d'Indiens, parfois avec un type sémitique, parfois aussi avec un faciès négroïde. On retrouve leur trace dans un livre intitulé Wakan Sansai Zue (和漢三才図会) pour lequel il s'agirait de l'histoire romancée de personnages ayant réellement vécu au Japon sur la rive est de la rivière Shakusui et seraient des Aïnous.

## Source de la traduction
- (en) Cet article est partiellement ou en totalité issu de l’article de Wikipédia en anglais intitulé « Ashinagatenaga » (voir la liste des auteurs).